# 廖田镇
廖田镇，是中华人民共和国湖南省衡陽市衡南县下辖的一个乡镇级行政单位。

## 行政区划
廖田镇下辖以下地区：
廖田街社区、瓦园街社区、长力村、黎明村、上宝村、新茶村、郭市村、瓦园村、大众村、江桂村、杨合村、阳光村、利民村、西里坪村、曙光村、复兴村、红星村、城塘村、茅冈村、勤丰村、青冲村、同心村、陆堡村、正光村、湘雅村、平山村、黄石村和河口村。

## 交通
- 京广铁路：瓦园站